# Miss Universo 1962
Miss Universo 1962, undicesima edizione di Miss Universo, si è tenuta a Miami, negli Stati Uniti d'America il 14 luglio 1962. L'evento è stato presentato da Gene Rayburn. Norma Nolan, Miss Argentina, è stata incoronata Miss Universo 1962.

## Risultati

### Piazzamenti
| Risultato finale   | Concorrente |
| ------------------ | --- |
| Miss Universo 1962 | - Argentina - Norma Nolan |
| 2ª classificata    | - Islanda - Anna Geirsdóttir |
| 3ª classificata    | - Finlandia - Anja Aulikki Järvinen |
| 4ª classificata    | - Taiwan - Helen Liu Shiu-Man |
| 5ª classificata    | - Brasile - Maria Olívia Rebouças |
| Top 15             | - Austria - Christa Linder - Canada - Marilyn McFatridge - Colombia - Olga Lucía Botero Orozco - Corea del Sud - Seo-Bum-Joo - Haiti - Evelyn Miot - Inghilterra - Kim Carlton - Israele - Yehudit Mazor Rounik - Libano - Nouhad Cabbabe - Nuova Zelanda - Lesley Margaret Nichols - Stati Uniti - Macel Wilson |

### Riconoscimenti speciali
| Riconoscimento        | Concorrente                                                        |
| --------------------- | ------------------------------------------------------------------ |
| Miss Congeniality     | - Galles - Hazel Williams - Rep. Dominicana - Sara Olimpia Fórmeta |
| Miss Photogenic       | - Inghilterra - Kim Carlton                                        |
| Best National Costume | - Inghilterra - Kim Carlton                                        |

## Concorrenti
- Argentina - Norma Nolan
- Austria - Christa Linder
- Belgio - Christine Delit
- Benin - Gilette Hazoume
- Bolivia - Gabriela Roca Diaz
- Brasile - Maria Olívia Rebouças Cavalcanti
- Canada - Marilyn McFatridge
- Ceylon - Yvonne D'Rozario
- Colombia - Olga Lucía Botero Orozco
- Corea del Sud - Seo Bun-joo
- Costa Rica - Helvetia Albonico
- Cuba - Aurora Prieto
- Ecuador - Elaine Ortega Hougen
- Filippine - Josephine Brown Estrada
- Finlandia - Anja Aulikki Järvinen
- Francia - Sabine Surget
- Galles - Hazel Williams
- Germania - Gisela Karschuck
- Giappone - Kazuko Hirano
- Grecia - Kristina Apostolou
- Haiti - Evelyn Miot
- Hong Kong - Shirley Pon
- Inghilterra - Kim Carlton
- Irlanda - Josie Dwyer
- Islanda - Anna Geirsdóttir
- Isole Vergini Americane - Juanita Morell
- Israele - Yehudit Mazor Rounik
- Italia - Isa Stoppi
- Libano - Nouhad Cabbabe
- Lussemburgo - Fernande Kodesch
- Malaysia - Sarah Alhabshee Abdullah
- Marocco - Ginette Buenaventes
- Norvegia - Julie Ege
- Nuova Zelanda - Leslie Margaret Nichols
- Paesi Bassi - Marianne van der Hayden
- Paraguay - Corina Rolon Escuariza
- Perù - Silvia Ruth Dedeking
- Porto Rico -  Ana Celia Sosa
- Rep. Dominicana - Sara Olimpia Fórmeta
- Scozia - Vera Parker
- Spagna - Conchita Roig Urpi
- Stati Uniti - Macel Leilani Wilson
- Sudafrica - Lynette Gamble
- Svezia - Monica Rågby
- Svizzera - Francine Delouille
- Tahiti - Katy Bauner
- Taiwan - Helen Liu Shiu Man
- Turchia - Behad Gulay Sezer
- Uruguay - Nelly Pettersen Vasigaluz
- Venezuela - Virginia Bailey Lazzari